# Santo Tomás, Hidalgo
Santo Tomás är en ort i Mexiko.   Den ligger i kommunen San Agustín Tlaxiaca och delstaten Hidalgo, i den sydöstra delen av landet, 80 km norr om huvudstaden Mexico City. Santo Tomás ligger 2 336 meter över havet och antalet invånare är 494.
Terrängen runt Santo Tomás är huvudsakligen kuperad, men den allra närmaste omgivningen är platt. Runt Santo Tomás är det ganska tätbefolkat, med 60 invånare per kvadratkilometer. Närmaste större samhälle är Pachuca de Soto, 15,3 km öster om Santo Tomás. Trakten runt Santo Tomás består till största delen av jordbruksmark.